# Шишково (Орловская область)
Шишково — деревня в Залегощенском районе Орловской области России. Входит в состав Моховского сельского поселения.

## География
Деревня находится в центральной части Орловской области, в лесостепной зоне, в пределах центральной части Среднерусской возвышенности, к северу от железнодорожной линии Арбузово — Елец, на расстоянии примерно 16 километров (по прямой) к западу-северо-западу (WNW) от посёлка городского типа Залегощь, административного центра района. Абсолютная высота — 253 метра над уровнем моря.
Часовой пояс
Деревня Шишково, как и вся Орловская область, находится в часовой зоне МСК (московское время). Смещение применяемого времени относительно UTC составляет +3:00.

## Население
| 2010 |
| ---- |
| 1    |

Половой состав
По данным Всероссийской переписи населения 2010 года в гендерной структуре населения мужчины составляли 100 %.
Национальный состав
Согласно результатам переписи 2002 года, в национальной структуре населения русские составляли 100 % из 12 чел.